# Mesosemia atroculis
Mesosemia atroculis är en fjärilsart som beskrevs av Butler 1874. Mesosemia atroculis ingår i släktet Mesosemia och familjen Riodinidae. Inga underarter finns listade i Catalogue of Life.